# Avi Primor
 (janvier 2016).
Avraham « Avi » Primor, né le 8 avril 1935 à Tel-Aviv, est un ancien diplomate israélien.

## Biographie
Avi Primor est né en 1935 à Tel-Aviv d’un père venu des Pays-Bas et d’une mère native de Francfort, dont la famille a été exterminée pendant la Shoah.
De 1952 à 1955, Avi Primor a étudié les sciences politiques et les relations internationales à l'université hébraïque de Jérusalem. De 1955 à 1957, il a effectué son service militaire puis il a continué ses études au City College of New York et à la Sorbonne à Paris.
En 1961, il rejoint les services diplomatiques israéliens. Après avoir travaillé au ministère des Affaires étrangères à Jérusalem, il est envoyé dans plusieurs pays africains, en tant que diplomate. À 27 ans, il devient le plus jeune ambassadeur d’Israël, au Dahomey, aujourd’hui le Bénin. En 1965, il retourne au département d’État en tant que Directeur du service des affaires scandinaves. En 1970, il est nommé pour travailler à l'ambassade d’Israël en France. En 1973, il devient le porte-parole de la délégation israélienne à la conférence internationale de paix de Genève. En 1975, il est le porte-parole du ministère des Affaires étrangères et directeur du service de presse. En 1980, il devient le directeur de la Division Afrique et en 1984, secrétaire d’État adjoint du ministère des Affaires étrangères. En 1987, il est ambassadeur d’Israël en Belgique et au Luxembourg. 
De 1987 à 1993, il a été ambassadeur d’Israël auprès de l’Union européenne, puis de 1993 à 1999, ambassadeur d’Israël en Allemagne. En 1991, il obtient l’autorisation du ministère des Affaires étrangères pour devenir vice-président de l'université hébraïque de Jérusalem. Dans le but de promouvoir les échanges entre Israël et l’Europe, il fonde l'Institut d’études européennes, rebaptisé Helmut Kohl Institut en 1995.
Pendant qu’il est ambassadeur d’Israël en Allemagne, il donne de nombreuses conférences, participe à de nombreux talk-shows et se fait ainsi connaître du grand public allemand. Il devient l’une des voix les plus importantes du dialogue israélo-allemand.
En 1997, il publie son premier livre, où il raconte ses souvenirs personnels et ses expériences dans les relations diplomatiques entre Israël et l’Allemagne. Il rédigera par la suite de nombreux essais (en majorité en allemand) sur les relations entre l’Allemagne et Israël et également sur le Proche-Orient.
Il a été récompensé pour avoir œuvré en faveur de la réconciliation entre l’Allemagne et Israël et pour avoir promu les intérêts d’Israël.
Il a reçu plusieurs prix européens dont le prix de la culture européenne en 1998 et la croix de grand commandeur de l'Ordre du Mérite de la République fédérale d'Allemagne.
À la fin de sa carrière diplomatique, Avi Primor est rentré en Israël et est devenu vice-président de l’université de Tel Aviv. Il est également président du Conseil sur les relations étrangères d’Israël.

## Œuvre
- Qu’il est doux et beau de mourir pour sa patrie, traduit de l’hébreu, 2015  (ISBN 978-2-37119-029-0)